# Peng Xiaolian
Peng Xiaolian (Chino: 彭小莲; 26 de junio de 1953 - 19 de junio de 2019) fue una directora de película china, guionista y autora. Se graduó en la generación de 1982 en la Academia de Película de la Beijing,  sea una miembro de la Quinta Generación, a pesar de que su estilo diferido de los otros miembros de este grupo. Es mayormente conocida por sus series de películas sobre Shanghái, incluyendo Había una vez en Shanghái (1998), la cual ganó el Premio de la mejor imagen de los Huabiao Awards; Historia de Shanghái (2004), el cual ganó cuatro Golden Rooster Awards incluyendo al mejor director y a la mejor imagen y Shanghái Rumba (2006), basado en el idilio del par de estrella de la película Zhao Dan y Huang Zongying.

## Primeros años
Peng Nació en junio de 1953 en Chaling Condado, Hunan, y creció en Shanghái. Era la hija más joven de Peng Baishan (1910@–1968) y su mujer Zhu Weiming. Cuando niña experimento el terror de persecución política de su padre. Baishan Era el ministro de Propaganda en Shanghái cuándo este fue arrestado por su asociación con Hu Feng, un crítico literario y político. Junto con otro asocia de Hu,  esté condenado como miembro de núcleo del "Hu Feng Counterrevolutionary Clique" y padecido en prisión y campamento de trabajo. Esta tragedia familiar tuvo una influencia importante en Xiaolian, quién vivamente describe las memorias de aterrar en el 1987 novella "En Mi Atrás", el 1997 cuento "A Aquel Faraway Sitio", y en la 2009 Tormenta documental bajo el Sol que ella codirigido con Louisa Wei.
Cuándo la Revolución Cultural empezó en 1966, su madre empezó a padecer brutalidad de los Guardias Rojos. El terror definitivo de la familia se cumplió 1968 cuándo su padre fue asesinado de una golpiza por el régimen comunista gubernamental a la edad de 58 años. Incluso años más tarde, Peng insistió en escribir sobre los años caóticos y las consecuencias en ficciones como la Historia de Shanghái novel, el novella "Holding arriba del Libro I Leído Diario" y el novela "Niñez: Secretos de Cuatro Estaciones".
Como millones de su generación,  esté enviada abajo al campo para "re-educación" por campesinos durante la Revolución Cultural. A pesar de que gaste nueve años en el campo de Jiangxi provincia, no muchos trabajos del suyo excepto "Conexiones En llamas" escribe sobre la experiencia.
Después del fin de la Revolución Cultural, Peng Academia de Película de Beijing introducida en 1978 para estudiar dirigiendo, junto con Li Shaohong, Chen Kaige, Tian Zhuangzhuang y otros, quién más tarde sería sabido cuando Quintos directores de película de la Generación de China.

## Carrera

### Debut directorial
A graduación de Academia de Película de la Beijing en 1982, Peng estuvo asignado para trabajar en Estudio de Película del Shanghái, donde ella primero trabajado como un director de ayudante. Tres años más tarde, esté dada un adolescente Me filmo y Mi Classmates para dirigir. La película era un éxito y ganó el premio de Película de los Niños Mejores del 1987 Gallo Dorado Premios. Como recompensa,  sea un dado una posibilidad de dirigir una película que haya querido dirigir: la historia de las mujeres (1988). Esta película le hizo sabida al mundo, no solo por introducir festivales como el Festival Internacional de Cine de Mujeres de Créteil y el Festival Internacional de Cine de Hawái, pero también alabado para su subjetividad femenina fuerte y su retrato de mujeres chinas rurales.

### Vida en Nueva York
En 1989, Peng ganó un premio de guion por su guion "Verdad Difícil" en el Festival de cine de Róterdam, pero no pudo producir la película en China debido a la ideología restrictiva de ese país. En ese periodo comenzó a considerar dejar China y el éxito de sus primeras dos películas ayudó para ganar una beca de Rockefeller. Se matriculo en el programa MFA en la Universidad de Nueva York y se graduó en 1996. A pesar de que no complete una película sola en Nueva York, su experiencia en Nueva York inspirada muchos fictional trabajos, incluyendo novellas “El Abingdon Plaza”, “Quemando Conexiones” , “Una Gota de conjuntos de Mierda” del Carnero en Nueva York,  “el regreso del exilio” y “En el camino En casa”—todo recogido en su novela la colección tituló En el camino En casa.

### Carrera como directora
Después de regresar a China en 1996, Peng coescribió (con Guo Lingling) el guion para Huang Shuqin película Mi Papá. Junto con Zhu Cubo,  dirija su primer thriller, El Homicidio de Perro (1996).
En la década siguiente, produjo una serie de películas acerca de Shanghái. Una vez A un Tiempo en Shanghái (1998), una película histórica sobre la Campaña de Shanghái de 1949, ganó el Premio de Película Mejor del Huabiao Premios. Mujeres de Shanghai (2002) retrata vida contemporánea en la ciudad que cambia rápida. Historia de Shanghái (2004), el cual explora el vicissitudes de vida de una familia de burgués del 1920s al 1990s, ganó cuatro Gallo Dorado Premios, incluyendo Director Mejor y Cuadro Mejor. Shanghai Rumba (2006) está basado en el idilio del par de estrella de película famoso Zhao Dan y Huang Zongying. Estas películas le hicieron sabidas como figura representativa en presentar la cultura de Shanghái. También haga la película de animación de unos niños, Keke Paraguas Mágico (2000).
En 2009, Peng codirigió (con Louisa Wei) el documental "Tormenta Bajo el Sol", una investigación del Hu Feng asunto qué tuvo implicated su padre. Peng Y Wei entrevistó 26 personas quién había sido denunciado tan "counterrevolutionaries" para su asociación con Hu Feng.

## Muerte y vida más tardías
Empezó escribir un libro sobre su padre tituló Cuatro Estaciones de Niñez, y planeado para hacer él a una película. También gaste dos años que escriben el Editor de libro Zhong Shuhe @– Un Documental encima Papel, sobre el editor Zhong Shuhe (钟叔河). Aun así, su salud se deterioró nuevamente en noviembre de 2018 antes de fuese capaz de acabar cualquier proyecto. Falleció el 19 de junio de 2019 en Shanghái, en la edad de 65.

## Filmografía seleccionada
| Año  | Título inglés                   | Título chino   | Notas |
| ---- | ------------------------------- | -------------- | --- |
| 2018 | Complacer Recordarme            | 请你记住我     | [ 17 ] |
| 2009 | Tormenta Bajo el Sol            | 红日风暴       | Documental sobre el Hu Feng asunto, codirigido con Louisa Wei.                                               |
| 2006 | Shanghai Rumba                  | 上海伦巴       | Basado en las vidas de Zhao Dan y su mujer Huang Zongying                                                    |
| 2004 | Historia de Shanghái            | 美丽上海       | Ganado cuatro 2004 Gallo Dorado Premios, incluyendo el Cuadro Mejor y premios de Director Mejor.             |
| 2002 | Mujeres de Shanghái             | 假装没感觉     | [ 2 ] |
| 2001 | Caquis rojos                    | 满山红柿       | Japonés: 満山紅柿 (Manzan Benigaki). Completado un documental inacabado por director japonés Shinsuke Ogawa. |
| 2000 | Keke Paraguas Mágico            | 可可的魔伞     | La animación de los niños                                                                                    |
| 1998 | Una vez A un Tiempo en Shanghái | 上海纪事       | Ganado el Premio de Película Mejor del Huabiao Premios                                                       |
| 1996 | El Homicidio de Perro           | 犬杀           | Codirigido con Zhu Cubo 朱斌                                                                                 |
| 1987 | La historia de las mujeres      | 女人的故事     | [ 2 ] |
| 1986 | Me Y Mi Classmates              | 我和我的同学们 | Ganado el premio de Película de los Niños Mejores en el 1987 Gallo Dorado Premios.                           |